# Channahon
Channahon is een plaats (village) in de Amerikaanse staat Illinois, en valt bestuurlijk gezien onder Grundy County en Will County.

## Demografie
Bij de volkstelling in 2000 werd het aantal inwoners vastgesteld op 7344.
In 2006 is het aantal inwoners door het United States Census Bureau geschat op 13.410, een stijging van 6066 (82,6%).

## Geografie
Volgens het United States Census Bureau beslaat de plaats een oppervlakte van
20,4 km², waarvan 18,7 km² land en 1,7 km² water. Channahon ligt op ongeveer 158 m boven zeeniveau.

## Plaatsen in de nabije omgeving
De onderstaande figuur toont nabijgelegen plaatsen in een straal van 16 km rond Channahon.